# Orthostigma multicrenis
Orthostigma multicrenis är en stekelart som beskrevs av Fischer 1995. Orthostigma multicrenis ingår i släktet Orthostigma och familjen bracksteklar. Inga underarter finns listade i Catalogue of Life.